# Општина Страоане (Вранча)
Страоане (рум. Străoane) општина је у Румунији у округу Вранча.
Oпштина се налази на надморској висини од 318 m.